# El Marquès (Sant Joan de les Abadesses)
El Marquès és una masia barroca de Sant Joan de les Abadesses (Ripollès) inclosa a l'Inventari del Patrimoni Arquitectònic de Catalunya.

## Descripció
La masia es conforma a partir d'un edifici principal de dos pisos i dos cossos diferenciats quant a volum i composició. Les obertures dels dos edificis tenen la mateixa alçada, com si fossin projectats al mateix temps. Al voltant d'aquesta estructura s'hi disposen les corts i les cabanyes.
La façana on es troba l'entrada s'orienta a migdia i les obertures són regulars. La teulada és a dos aiguavessos. A ponent les voltes possiblement tenien dos arcs, avui cecs.
La casa té clares influències barroques que comporten una diferenciació de classes.